# Bruce Collie
Bruce Collie é um ex-jogador profissional de futebol americano estadunidense. Ele foi campeão da temporada de 1989 da National Football League jogando pelo San Francisco 49ers.